# Wydundra garnet
Wydundra garnet är en spindelart som beskrevs av Norman I. Platnick och Baehr 2006. Wydundra garnet ingår i släktet Wydundra och familjen Prodidomidae.
Artens utbredningsområde är Queensland. Inga underarter finns listade i Catalogue of Life.